# 氢化铊
氢化铊（系统名三氢化铊）是一种无机化合物，实验式为TlH
3。它还没有批量获得，因此其批量性质仍然未知。但氢化铊分子已从固体气体中分离出来。氢化铊主要用于学术用途。
氢化铊是最简单的铊氢化物。铊是13族金属中最重的一种;13族氢化物的稳定性随周期数的增加而降低。这通常是由于金属价层轨道与氢原子的1s轨道重叠不佳造成的。尽管早期的报告令人鼓舞，但不太可能分离出一种铊氢化物。氢化铊仅在基体分离研究中被观察到；红外光谱是在氢气存在的情况下，用激光烧蚀铊，在气相中得到的。本研究证实了Schwerdtfeger第一原理计算的某些方面，该第一原理计算表明铊和铟氢化物具有相似的稳定性。迄今为止，还没有确认分离铊氢化物络合物。

## 历史
2004年，美国化学家莱斯特·安德鲁斯 （ Lester Andrews）首次合成了氢化铊。 该反应历程包括铊原子化、低温氢共沉积、短波紫外线照射。